# Slovak Telekom
Slovak Telekom a.s. er en slovakisk telekommunikationsvirksomhed og et datterselskab til Deutsche Telekom. De driver fastnet, mobiltelefoni, internet og digital-tv i Slovakiet.
Koncernens datterselskaber omfatter Zoznam s.r.o., Zoznam Mobile s.r.o., Telekom Sec s.r.o., PosAm s.r.o. og DIGI SLOVAKIA s.r.o.